# Елчу (Клуж)
Елчу (рум. Elciu) насеље је у Румунији у округу Клуж у општини Реча Кристур. Oпштина се налази на надморској висини од 413 m.

## Становништво
Према подацима из 2002. године у насељу је живело 193 становника, од којих су сви румунске националности.